# Équipe de Belgique de football en 1914
Maillots
Chronologie
Saison précédente Saison suivante
L'équipe de Belgique de football connait une année particulièrement mouvementée en 1914. Sur le plan sportif, malgré des débuts prometteurs en première période lors de chacune des quatre rencontres de l'année, la sélection finit par s'effondrer à chaque fois au cours de la deuxième mi-temps et s'incline les quatre reprises. Ces résultats ajoutés à une affaire de corruption sportive provoquent le limogeage de l'entraîneur, Charles Bunyan, au début de l'été.  Enfin, le déclenchement de la première guerre mondiale en août met fin aux rencontres sportives pour une longue période.

## Résumé de la saison

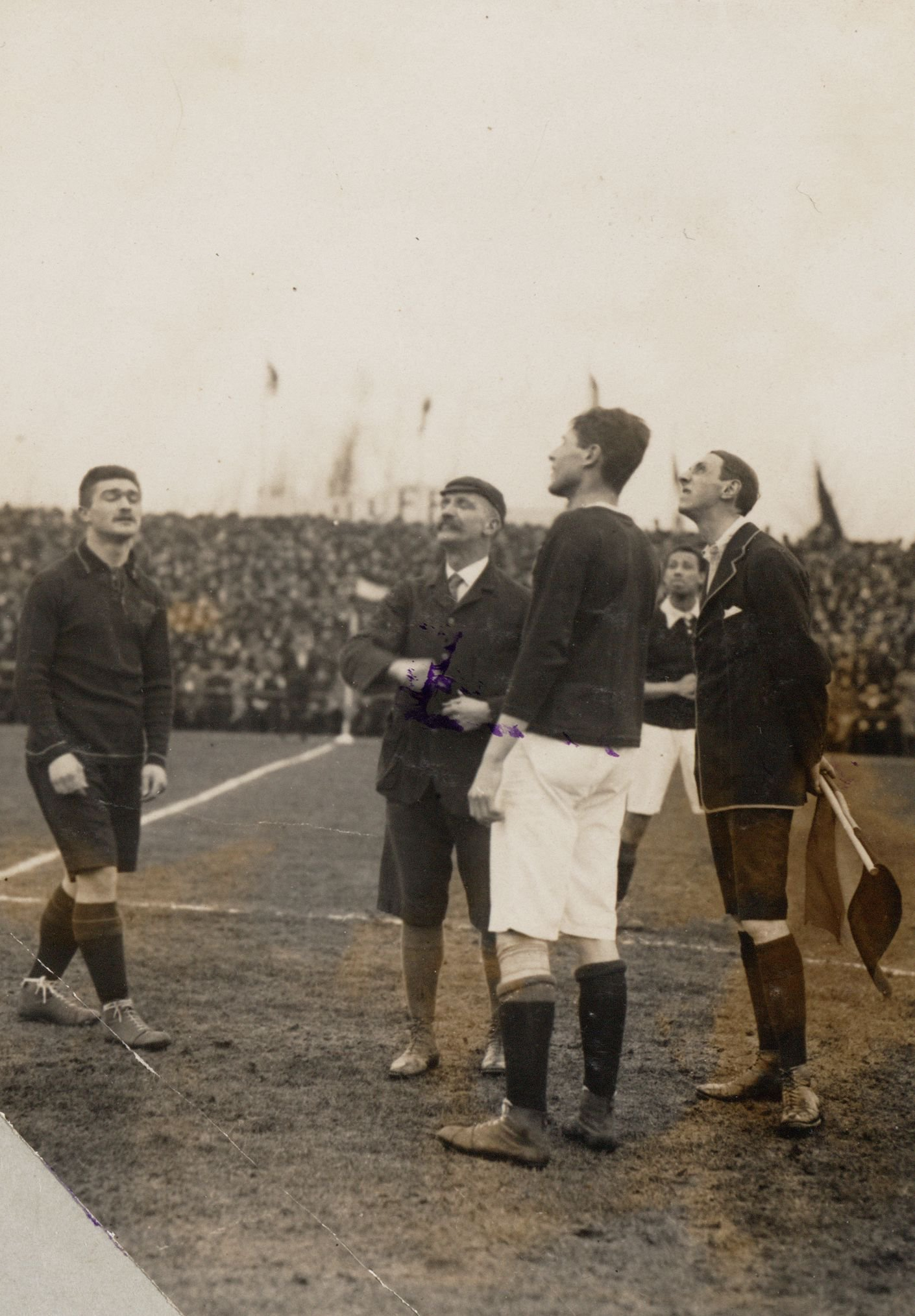
Le toss avant la rencontre Belgique-Pays-Bas, le 15 mars 1914 à Anvers.

Le 25 janvier 1914, les Diables Rouges se déplacent à Lille pour y rencontrer Les Bleus. Après un début en fanfare et deux buts inscrits en moins de dix minutes, les Belges se font remonter et rentrent au vestiaire sur une égalité. Les Français remportent finalement la victoire (4-3) grâce à un but de Raymond Dubly à la 65e minute,.
Les amateurs anglais reviennent rendre visite à la Belgique le 24 février à Uccle, comme à l'habitude, et s'imposent largement (1-8),. Sylvain Brébart avait pourtant très tôt ouvert la marque et le score à la pause (1-2) ainsi que les deux dernières confrontations ne laissaient en aucun cas présager d'une telle punition.
En l'espace de six semaines, la double confrontation contre les Pays-Bas pour les deux traditionnels trophées s'achèvent sur le même résultat : une victoire des néerlandais (4-2),,,. À nouveau, les Diables Rouges font jeu égal avec les Oranje jusqu'à la pause dans les deux parties, respectivement (1-1) et (2-2), avant de s'avouer finalement vaincus les deux fois.
Le 18 juin, l'entraîneur William Maxwell est rétabli dans ses fonctions. Le bilan de Charles Bunyan est en effet catastrophique avec quatre défaites en autant de rencontres. Tout porte à croire que c'est une sombre affaire de corruption qui eut raison de lui. En effet, en prévision d'une joute entre le Standard et le Racing, le 1er mars, Bunyan, également entraîneur du Racing où évoluaient ses deux fils, est approché par un responsable sportif des « Rouches » (le Standard de Liège), Charles Lespineux, qui lui promet une somme d'argent importante au cas où son club battrait les « Rats » (le Racing Club de Bruxelles). La tentative est vaine, le Racing s'impose à Liège par 3 buts à 1 mais le pot aux roses est découvert, Lespineux ayant du reste avoué. Celui-ci et le gardien du Standard, Roger Fischlin, sont disqualifiés à vie le 7 avril. En raison d'actes héroïques rendus pendant la future Première Guerre mondiale, le portier bruxellois sera plus tard amnistié et réhabilité en 1919, il évolue d'ailleurs par la suite pour le Daring et le Beerschot dans les années 1920. Bizarrement, dans les comptes rendus officiels, le rôle joué par Bunyan fut toujours occulté mais il est très probable que c'est cette ténébreuse histoire qui lui coûta son poste auprès de la sélection nationale.
Maxwell n'aura néanmoins pas l'occasion de coacher le moindre match cette année-là. En effet le 2 août, l’armée allemande envahit le Luxembourg et demande à la Belgique de laisser ses soldats traverser son territoire pour attaquer la France. Au nom de la neutralité de son royaume, le roi Albert Ier refuse et les Allemands pénètrent de force sur son territoire deux jours plus tard provoquant l'entrée en guerre de la Belgique.
Toute activité sportive officielle sur le plan international allait dès lors être mise en veille pendant cinq ans.
S'il n'implique aucunement des joueurs ou des soldats d'origine locale, un événement ayant pris place sur le territoire belge vaut quand même la peine d'être abordé : la trêve de Noël de 1914. Dans la petite commune flamande de Wulvergem, le jour de Noël, des soldats britanniques et allemands quittèrent leurs tranchées et se rencontrèrent au milieu du « no man's land ». Les armes se turent et la joie enfantine liée au jeu reprit le temps d'un « banal » match de football.

## Les matchs
| Match amical                                                     | France                                               | 4 - 3   | Belgique                            | Stade Victor-Boucquey Lille, France              |                                                  |
| 25 janvier 1914 · 14:30 heure locale · Historique des rencontres | Hanot 16e (pen.) · Bard 24e · Jourde 37e · Dubly 65e | (3 – 3) | Van Cant 6e · Brébart 8e · Thys 41e | Spectateurs : 4 813 Arbitrage : Herbert Mortimer | Spectateurs : 4 813 Arbitrage : Herbert Mortimer |
| 25 janvier 1914 · 14:30 heure locale · Historique des rencontres | Rapport                                              |         |                                     | Spectateurs : 4 813 Arbitrage : Herbert Mortimer | Spectateurs : 4 813 Arbitrage : Herbert Mortimer |

| Match amical                                                     | Belgique   | 1 - 8   | Angleterre amateur                                                | Vélodrome de Longchamps Uccle, Belgique          |                                                  |
| 24 février 1914 · 14:30 heure locale · Historique des rencontres | Brébart 6e | (1 – 2) | Moore 43e 51e · Sharpe 44e 55e · Louch 49e 83e 87e · Woodward 81e | Spectateurs : 10 000 Arbitrage : Fernand Jenicot | Spectateurs : 10 000 Arbitrage : Fernand Jenicot |
| 24 février 1914 · 14:30 heure locale · Historique des rencontres | Rapport    |         |                                                                   | Spectateurs : 10 000 Arbitrage : Fernand Jenicot | Spectateurs : 10 000 Arbitrage : Fernand Jenicot |

| Match amical Coupe Van den Abeele                             | Belgique        | 2 - 4   | Pays-Bas                                                         | Kiel Anvers, Belgique                                  |                                                        |
| 15 mars 1914 · 14:30 heure locale · Historique des rencontres | Brébart 18e 68e | (1 – 1) | Kessler (nl) 32e 74e · Westra van Holthe (nl) 63e · Francken 80e | Spectateurs : 18 000 Arbitrage : James Schumacher (hu) | Spectateurs : 18 000 Arbitrage : James Schumacher (hu) |
| 15 mars 1914 · 14:30 heure locale · Historique des rencontres | Rapport         |         |                                                                  | Spectateurs : 18 000 Arbitrage : James Schumacher (hu) | Spectateurs : 18 000 Arbitrage : James Schumacher (hu) |

| Match amical Rotterdamsch Nieuwsblad Beker                     | Pays-Bas                                            | 4 - 2   | Belgique                 | Het Nederlandsch Sportpark (nl) Amsterdam, Pays-Bas |                                               |
| 26 avril 1914 · 14:30 heure locale · Historique des rencontres | Buitenweg (nl) 15e 81e · Vos 24e · Kessler (nl) 68e | (2 – 2) | Van Cant 37e · Nisot 40e | Spectateurs : 28 282 Arbitrage : John Pearson       | Spectateurs : 28 282 Arbitrage : John Pearson |
| 26 avril 1914 · 14:30 heure locale · Historique des rencontres | Rapport                                             |         |                          | Spectateurs : 28 282 Arbitrage : John Pearson       | Spectateurs : 28 282 Arbitrage : John Pearson |

## Les joueurs
| Joueurs              | Joueurs                  | Amical | Amical | Amical | Amical |
| -------------------- | ------------------------ | ------ | ------ | ------ | ------ |
| Gardiens de but      |                          |        |        |        |        |
| Henri Leroy          | Union Saint-Gilloise     | 90     |        | 90     |        |
| Fernand Brichant     | Racing Club de Bruxelles |        | 90     |        | 90     |
| Défenseurs           |                          |        |        |        |        |
| Oscar Verbeeck       | Union Saint-Gilloise     | 90     |        |        |        |
| Gaston Hubin         | Racing Club de Bruxelles | 90     | 90     | 90     | 90     |
| Armand Swartenbroeks | Daring Club de Bruxelles |        | 90     | 90     | 90     |
| Charles Cambier      | FC Brugeois              |        | 90     |        |        |
| Milieux              |                          |        |        |        |        |
| Joseph Thys          | Union Saint-Gilloise     | 90     | 90     | 90     | 90     |
| Maurice De Coster    | Racing Club de Bruxelles | 90     | 90     | 90     |        |
| Joseph Musch         | Union Saint-Gilloise     | 90     | 90     | 90     |        |
| Jules Suetens        | Antwerp FC               |        |        | 90     | 90     |
| René Schietse        | Racing Club de Gand      |        |        |        | 90     |
| Hector Goetinck      | FC Brugeois              |        |        |        | 90     |
| Attaquants           |                          |        |        |        |        |
| Fernand Nisot        | Léopold Football Club    | 90     | 90     | 90     | 90     |
| Fernand Wertz        | Antwerp FC               | 90     | 90     |        |        |
| Sylvain Brébart      | Daring Club de Bruxelles | 90     | 90     | 90     |        |
| Jean Van Cant        | Racing Club de Malines   | 90     | 90     | 90     | 90     |
| Georges Hebdin       | Union Saint-Gilloise     | 90     |        |        | 90     |
| Louis Saeys          | CS Brugeois              |        |        | 90     |        |
| Mathieu Bragard      | CS Verviétois            |        |        |        | 90     |

1. 1 2 3  Première sélection officielle pour le joueur.
2. 1 2 3 4 5 6 7 8 9  Dernière sélection officielle pour le joueur.
3. ↑  Premier but officiel pour le joueur.

## Sources